# Jalhay
Jalhay (in vallone Djalhé) è un comune del Belgio facente parte della Comunità francofona del Belgio, situato nella Regione Vallonia, nella provincia di Liegi.

## Monumenti e luoghi d'interesse
- La chiesa di Saint-Michel possiede un curioso campanile, la cui freccia è ricurva; ne esistono solamente altri sette in tutto il Belgio, di cui quattro nella provincia di Liegi.
- La Baraque Michel: luogo di alto interesse turistico delle Hautes Fagnes
- La diga di Gileppe

## Sezioni del comune
Jalhay e Sart-lez-Spa.
Tra le altre località del comune: Surister, Herbiester, Fouir, Charneux, Solwaster, Sart-lez-Spa, Tiège, Nivezé.

## Società

### Tradizioni e folclore
- Ogni anno, la domenica successiva al martedì grasso ha luogo il corteo del Carnevale di Jalhay e di Herbiester.
- Le laetaré Sart-Tiège è un concorso tra carri fioriti delle località di Sart-lez-Spa e Tiège.

## Galleria d'immagini

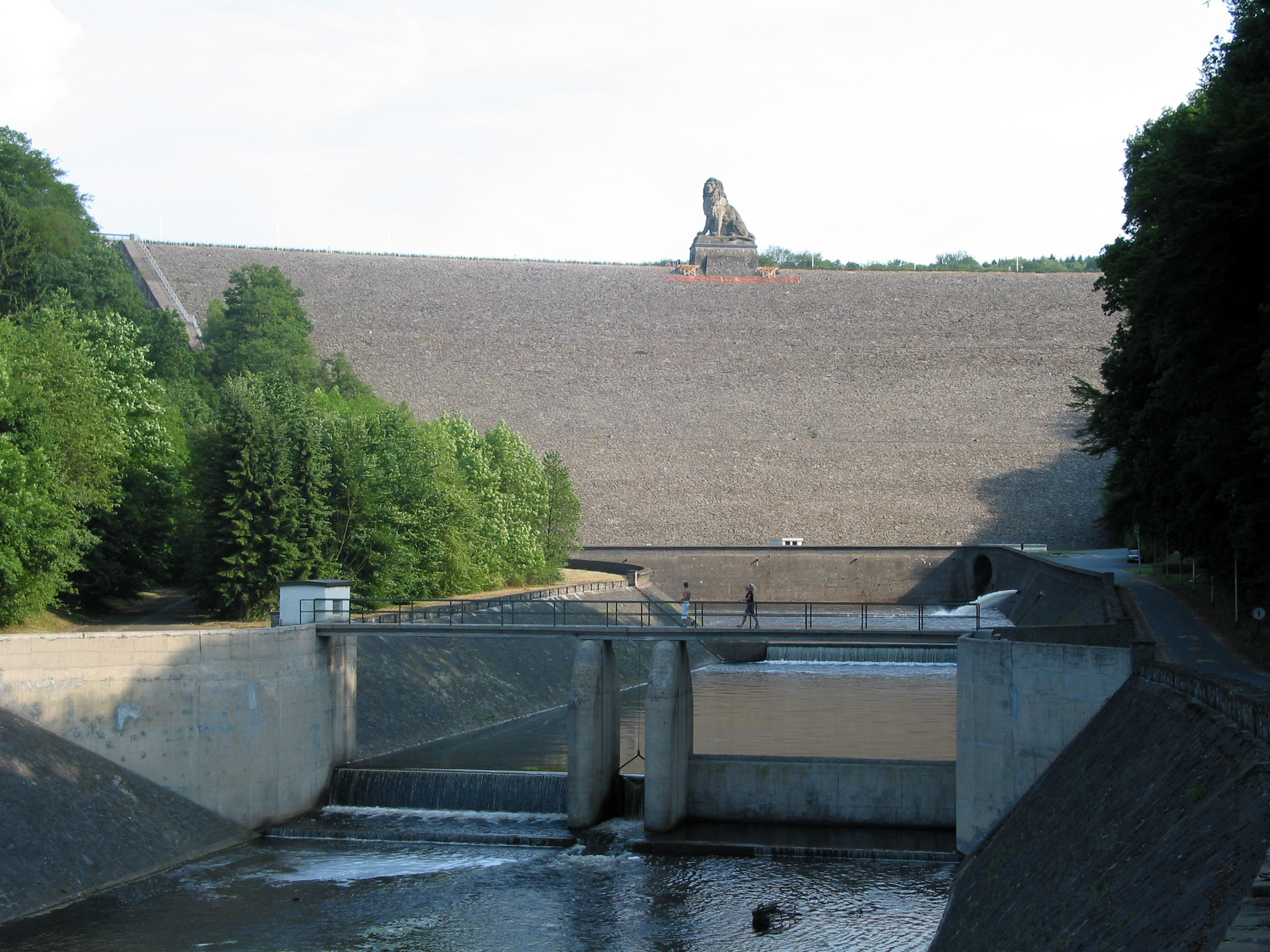
La diga di Gileppe
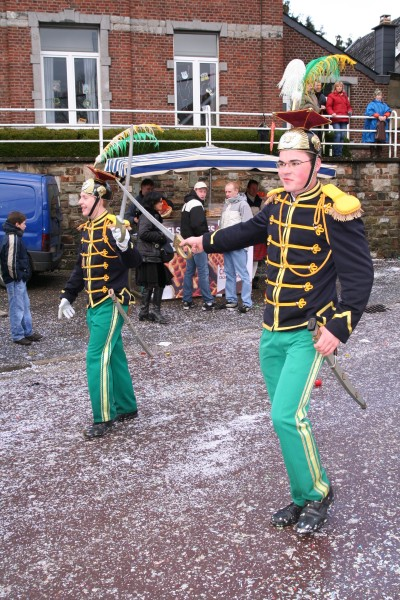
Il Carnevale di Jalhay: i lancieri
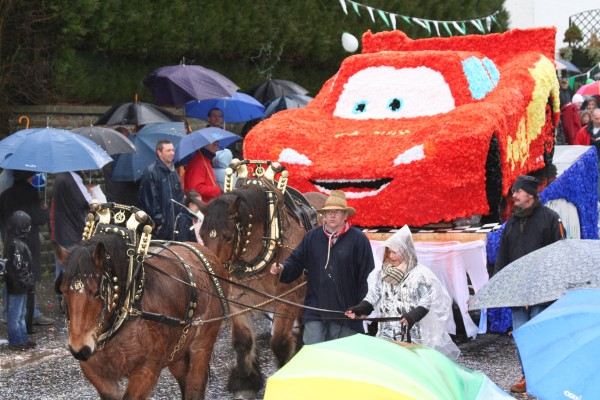
Il carnevale di Jalhay: un carro fiorito tirato da cavalli delle Ardenne